# One of Nature's Noblemen

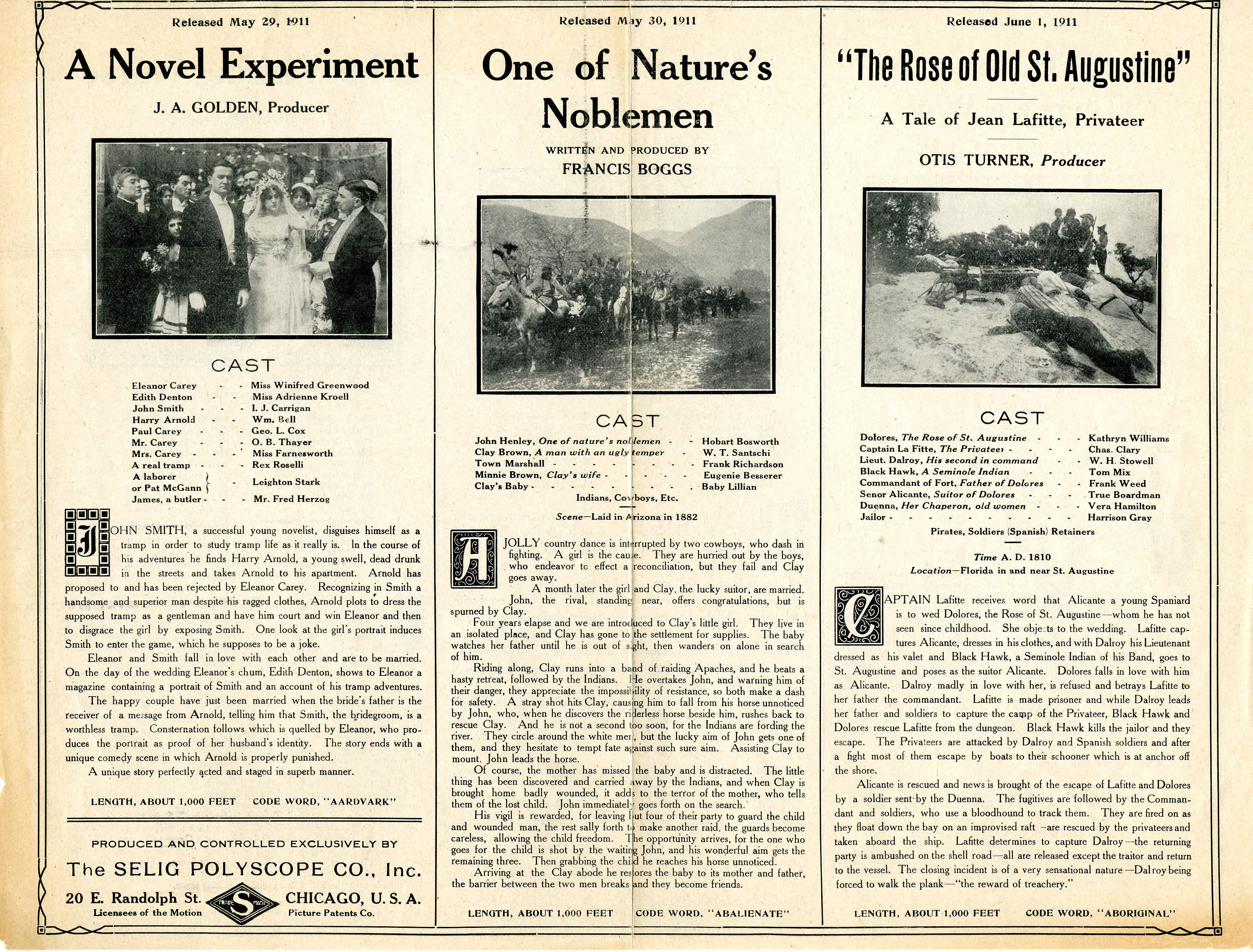
One of Nature's Noblemen, prospectus de 1911 à l'occasion de la sortie du film

One of Nature's Noblemen est un film muet américain réalisé par Francis Boggs et sorti en 1911.

## Fiche technique
- Réalisation : Francis Boggs
- Scénario : Francis Boggs
- Production : William Nicholas Selig
- Date de sortie : États-Unis : 30 mai 1911

## Distribution
- Hobart Bosworth
- Tom Santschi
- Frank Richardson
- Eugenie Besserer
- Baby Lillian Wade